# コサキンのラジオごっこ
『コサキンのラジオごっこ』は、日本のテレビバラエティ番組である。
コサキン（小堺一機と関根勤）が出演、MONDO TVが制作・放送する30分番組。隔週で放送され、以降も曜日・時間帯を問わずリピート放送が幾度となく行われていた。

## 概要
コンビとしては、2015年9月27日に放送を終了した紀行バラエティ番組『コサキン道中 ぶらっぶらっぶらっ!』（BSフジ）以来、約1年ぶりのテレビレギュラー番組。2013年4月6日に放送を終了した『コサキンDEラ゛ジオ゛!』（BS朝日）の流れを汲む、ラジオ番組を模した形態のバラエティ番組となる。
第1シーズンは渋谷クロスFMの公開スタジオにて、おもに平日昼に収録が行われた。基本的には小堺・関根の2名だけで進行し、視聴者より寄せられた写真ネタを元にトークを展開。また、見学者とのやり取りや、時にはスタジオを飛び出して見学者と交流することもあった。第2シーズンからは通常のスタジオ収録となり、一般公開はなくなった。
当初の記者会見にて全13回と告知されており、2017年3月24日放送の第13回にて第1シーズンは終了。その後、同年8月16日より第2シーズンの放送が開始された。なお、回数のカウントは第1シーズンから継続しており、第2シーズン初回は「#14」とされている。第2シーズンは同じく全13回（#26）で、2018年1月31日に終了した。
2017年10月1日より、BS日テレにて毎週日曜日22:30 - 23:00に第1シーズンからの放送を開始（BS初放送）。
2019年4月3日より、TOKYO MXにて毎週水曜日20:00 - 20:30に第1シーズンからの放送を開始（地上波初放送）。

## 進行
スタジオ内での写真ネタを交えたトークが最初から最後まで続き、その合間に下記のコーナーが挿入される。
- 有名人が女性とお忍びで通うカラオケBOXがあるらしい（#1 - #2）
  - 小堺がリポーターとなり、カラオケボックスに潜入する。
  - 関根が有名人のモノマネをしつつ、グラビアアイドルと歌っているところを、小堺がツッコミを入れる。
  - 関根は#1は加山雄三、#2は長嶋茂雄に扮する。
- コサキンに見せたい写真 スマホで見せてよ〜（#3 - #5、#7 - #13）
  - ラジオブースを飛び出し、渋谷にいる女性のスマホ写真をチェック。最後に自撮り棒でコサキンと写真を撮る。
  - #4以降は、お礼にコサキンがモノマネを披露する。
- THE 検証（#12 - #13）
  - 「有名人が女性とお忍びで通うカラオケBOXがあるらしい」とほぼ同内容（#12のみグラビアアイドルは出演しない）だが、関根がモノマネする人物の、小堺のツッコミにも動じない集中力をレポートする趣旨となる。
  - 関根は#12「プロ歌手〜その集中力〜」は郷ひろみ、#13「名優〜その集中力〜」は藤岡弘、に扮する。
- テレフォンお悩み相談（#15 - #25）
  - 前身の番組『コサキンDEラ゛ジオ゛!』と同じ、視聴者（別室の関根が扮する）の悩みに小堺が答えるコーナー。
  - 初期はテロップにも「復活! テレフォンお悩み相談」と書かれていた。
- ありがとう! 著作権フリー（#15 - #19）
  - 著作権フリー・利用料無料のストック写真を見るコーナー。
- 情熱密着（#15 - #16）
  - 『情熱大陸』のパロディだが、内容は「有名人が女性とお忍びで通うカラオケBOXがあるらしい」とほぼ同じで、小堺扮するアートディレクター・カズチンが、関根扮する有名人の写真集を撮影するシチュエーションで進行。
  - 関根は#15は藤岡弘、、#16は輪島功一に扮する。
- 英語コント（#17 - #19）
  - #14にゲスト出演した古坂大魔王の後押しによる、コサキンが定番コントのセリフを英語に置き換え演ずるコーナー。
  - #17は「Weak Alien-弱い宇宙人-」、#18は「Lizard Alien-トカゲ星人-」、#19は「Cheeky Rock singer -生意気なロックシンガー」を演じた。
  - 映像はすべてMONDO TVの公式YouTubeチャンネルにて公開。
- コサキンブックカフェ（#20 - #22）
  - 古い雑誌を二人で読むコーナー。第2シーズンでは唯一、外でロケを行っている。
  - #20 - #21は週刊テレビファン・昭和51年新春合併号、#22は少年画報・昭和44年7月号を読む。
- コサキン文庫（#23 - #25）
  - 「コサキンブックカフェ」とほぼ同内容で、外でのロケではなくなり、スタジオ収録となる。
  - #23は週刊平凡・昭和62年最終号、#24は月刊ぴあ・昭和49年1月号、#25は最新ギャルズタレント107名全名鑑・昭和56年を読む。

最後に「パッフォーン」と叫んで終わる。

## その他
- #10では、ときめき宣伝部が収録見学に乱入し、スタジオを出たコサキンとトークを行った。
- #14では番組初のゲストとして古坂大魔王が登場した[3]。
- #26は未公開トーク集を放送。

## スタッフ
- チーフプロデューサー：森慶太（MONDO TV）
- 構成：舘川範雄[6]
- ブレーン：鶴間政行[6]
- カメラ：石川泰之
- 音声：吉田匠、中野輔久、太田裕久
- 編集：村上朗仁、森泉洋平 → 江島翼、杉山友宣
- MA：駒井仁 → 岡田岳
- 音響効果：武田拓也
- デザイン：長堀久子
- 美術：小越敏彦、政所美咲
- メイク：邑山智子
- 技術協力：IMAGICA → McRAY（マックレイ）
- 音源提供：JOYSOUND
- アシスタントディレクター：奥村恵子
- アシスタントプロデューサー：蛯名那津子[6]
- ディレクター：小柴享之、山下敦司[6]
- 演出：小柴享之
- プロデューサー：上島大右（MONDO TV）、及川俊明、五味喬
- 制作協力：Oi Corporation[6]、浅井企画
- 制作著作：ターナージャパン、MONDO TV